# Farmacopea Argentina
La Farmacopea Argentina, Farmacopea Nacional Argentina o Códex Medicamentarius es el libro oficial (una farmacopea) de la República Argentina que contiene la información sobre medicamentos y drogas necesario o útiles para ejercer la Medicina y la Farmacia, en sus distintos aspectos. Incluye el origen, la preparación, la identificación, la pureza, la valoración, la dosis y las demás condiciones que aseguren la calidad y uniformidad de propiedades.
El 17 de marzo de 1931 el Poder Ejecutivo Nacional, mediante un decreto, creó, con carácter permanente, una comisión honoraria para el estudio y revisión del viejo Codex Medicamentarius (1919), denominada Comisión Permanente de la Farmacopea Argentina. Esta Comisión estuvo integrada por importantes personalidades de la época, como Bernardo Alberto Houssay.
Su última revisión, volúmenes II, III, y IV de Farmacopea Argentina VII edición, fue aprobada en noviembre del año 2013 y publicada en el Boletín Oficial, y se considera como ley. La misma puede ser consultada dentro del Boletín Oficial, actualmente no se tiene copias impresas del Ministerio de Salud como el volumen I de Farmacopea Argentina VII edición.

### Comisión permanente
La Comisión Permanente se encarga de revisar y elaborar cada una de las ediciones que se publiquen, incluyendo sus respectivos volúmenes, conforme los plazos establecidos. Además, aprueba y pone en conocimiento público el Informe Anual con la memoria de las actividades que desarrolla.